# Résolution 245 du Conseil de sécurité des Nations unies
Membres permanents
- Chine (Taïwan)
- États-Unis
- France
- Royaume-Uni
- URSS

Membres non permanents
- Algérie
- Brésil
- Canada
- Danemark
- Éthiopie
- Hongrie
- Inde
- Pakistan
- Paraguay
- Sénégal

Résolution no 244 Résolution no 246
La Résolution 245  est une résolution du Conseil de sécurité des Nations unies adoptée le 25 janvier 1968, dans sa 1387e séance, après que le gouvernement de la République d'Afrique du Sud a refusé de se conformer à une résolution 234 de l'Assemblée générale et a continué illégalement de condamner des détenus du Sud-Ouest africain, le Conseil a exigé que ces prisonniers soient libérés et rapatriés et invite tous les États à exercer leur influence pour amener le gouvernement sud-Africain à se conformer à la résolution.

## Vote
La résolution a été approuvée à l'unanimité.

## Texte
- Résolution 245 Sur fr.wikisource.org
- Résolution 245 Sur en.wikisource.org